# Pyruvátdehydrogenáza

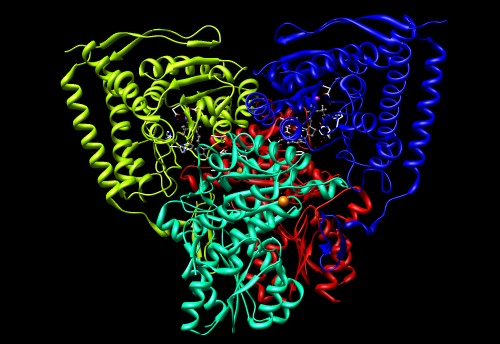
Na obrázku je enzym E_{1}, jedna ze součástí pyruvátdehydrogenázového komplexu. Jen takovýchto enzymů je v komplexu 20-30

Pyruvátdehydrogenáza (PDC podle pyruvate dehydrogenase complex) je enzymatický komplex, který katalyzuje rozkladnou reakci pyruvátu za vzniku acetylkoenzymu A a oxidu uhličitého. Tato redoxní reakce (tzv. oxidativní dekarboxylace) je jedním z ústředních kroků energetického metabolismu, protože spojuje finální glykolytický produkt (pyruvát) s acetylkoenzymem A, který může vstoupit do Krebsova cyklu či jiných metabolických drah. PDC se u jaderných organismů vyskytuje v mitochondriální matrix.

## Struktura

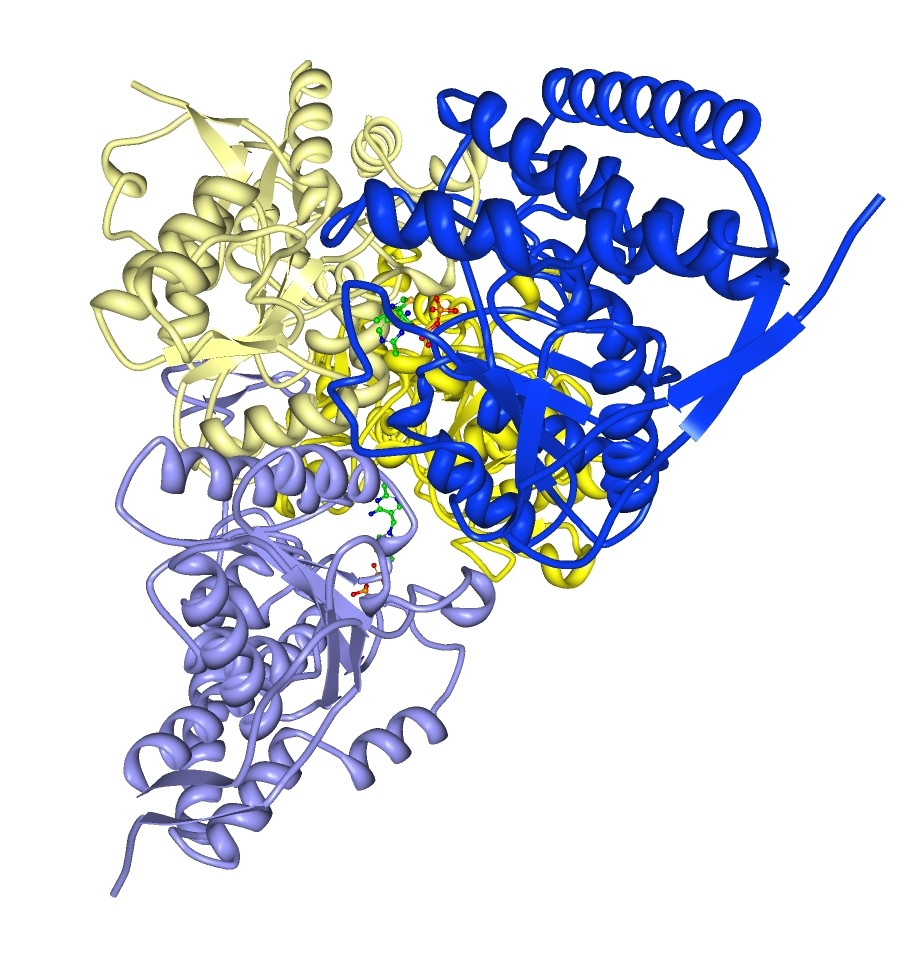
Alfa a beta podjednotka enzymu E1

Enzym pyruvátdehydrogenáza je ve skutečnosti obrovský multienzymový komplex, který u savců dosahuje velikosti 7-10 MDa (tzn. molekulová hmotnost až 10 000 000) a je tedy přibližně dvakrát větší než ribozom. Díky tomu je také poměrně snadno pozorovatelný pod elektronovým mikroskopem.
Skládá se z několika různých proteinů a z celé řady pomocných kofaktorů nebílkovinné povahy. K nejdůležitějším proteinovým složkám patří E1 (vlastní pyruvátdehydrogenáza v úzkém slova smyslu – v počtu 20 až 30 heterotetramerů), E2 (dihydrolipoamid acetyltransferáza, v počtu 54 podjednotek) a E3 (lipoamid dehydrogenáza, 6 homodimerů). Mimo tyto tři základní jsou součástí komplexu i další přídatné a regulační proteiny, z důležitých například E3BP („protein X“). Dále je pro funkci PDC vyžadováno pět kofaktorů: thiamindifosfát, lipoát, koenzym A, FAD a NAD+.

## Mechanismus

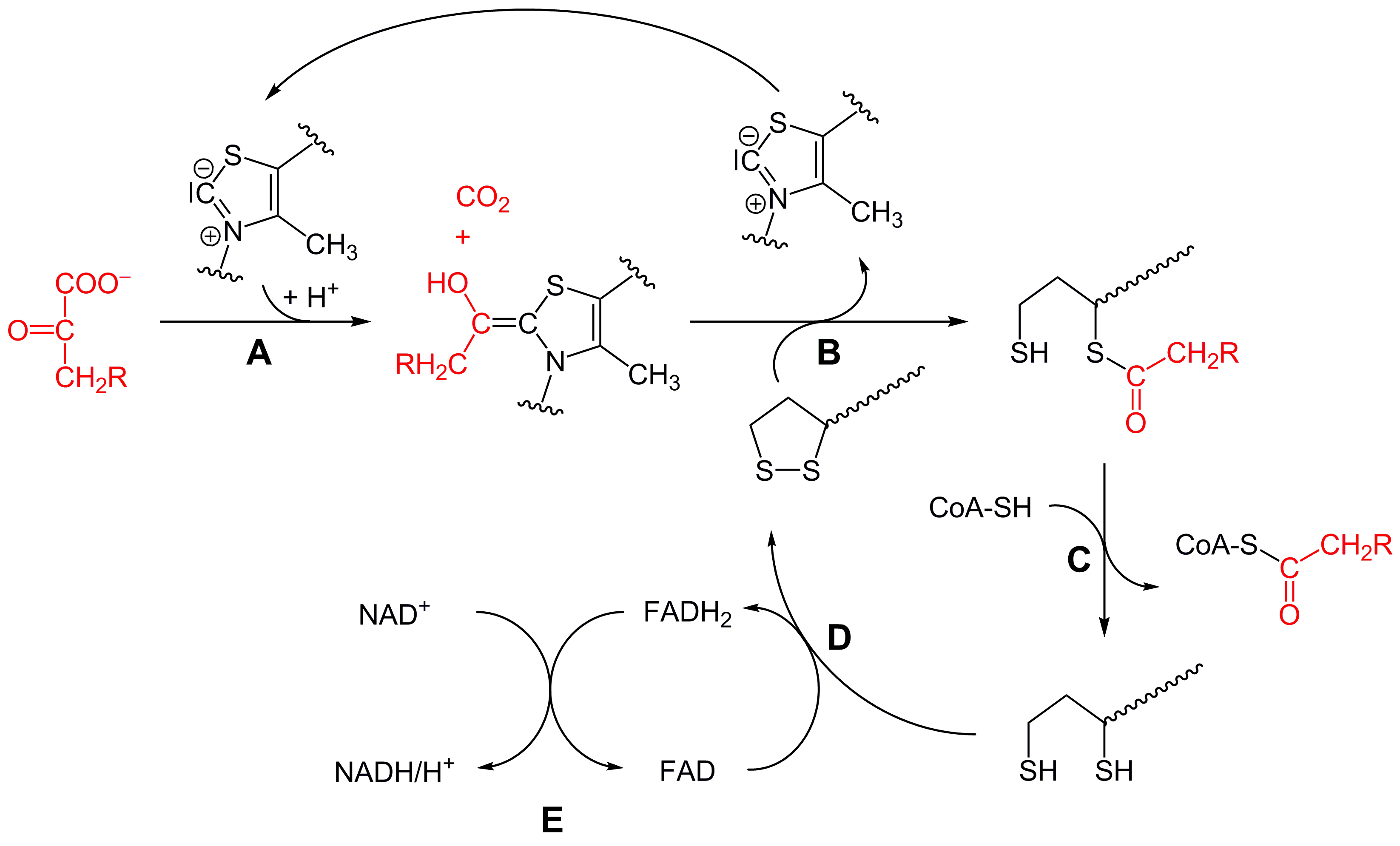
Mechanismus funkce pyruvátdehydrogenázového komplexu: vyznačeny důležité chemické skupiny podílející se na sumární reakci

Pyruvátdehydrogenáza katalyzuje ireverzibilní reakci (DG‘0= -39 kJ), jež se dá sumárně zapsat takto:
pyruvát + CoA + NAD+ → acetyl-CoA + NADH + H+ + CO2
Tvorba acetylkoenzymu A probíhá v pěti krocích. Nejprve se pyruvát naváže na thiamindifosfát v enzymu E1 a dojde k dekarboxylaci. V druhém kroku je meziprodukt předán enzymu E2 a (stále pomocí enzymu E1) dojde k oxidaci hydroxyskupiny na oxoskupinu za současné redukce lipoátu na dihydrolipoát. Zároveň se vyváže thiamindifosfát. V třetí fázi je pomocí enzymu E3 přenesen acetyl z dihydrolipoátu na koenzym A, čímž vzniká acetylkoenzym A. Další kroky slouží k regeneraci enzymu - ve čtvrtém kroku se reoxiduje dihydrolipoát na lipoát za současné redukce disulfidového můstku. V pátém kroku se elektrony přenesou na FAD (za vzniku FADH2) a z něj na NAD+ (za vzniku volného NADH).

## Regulace

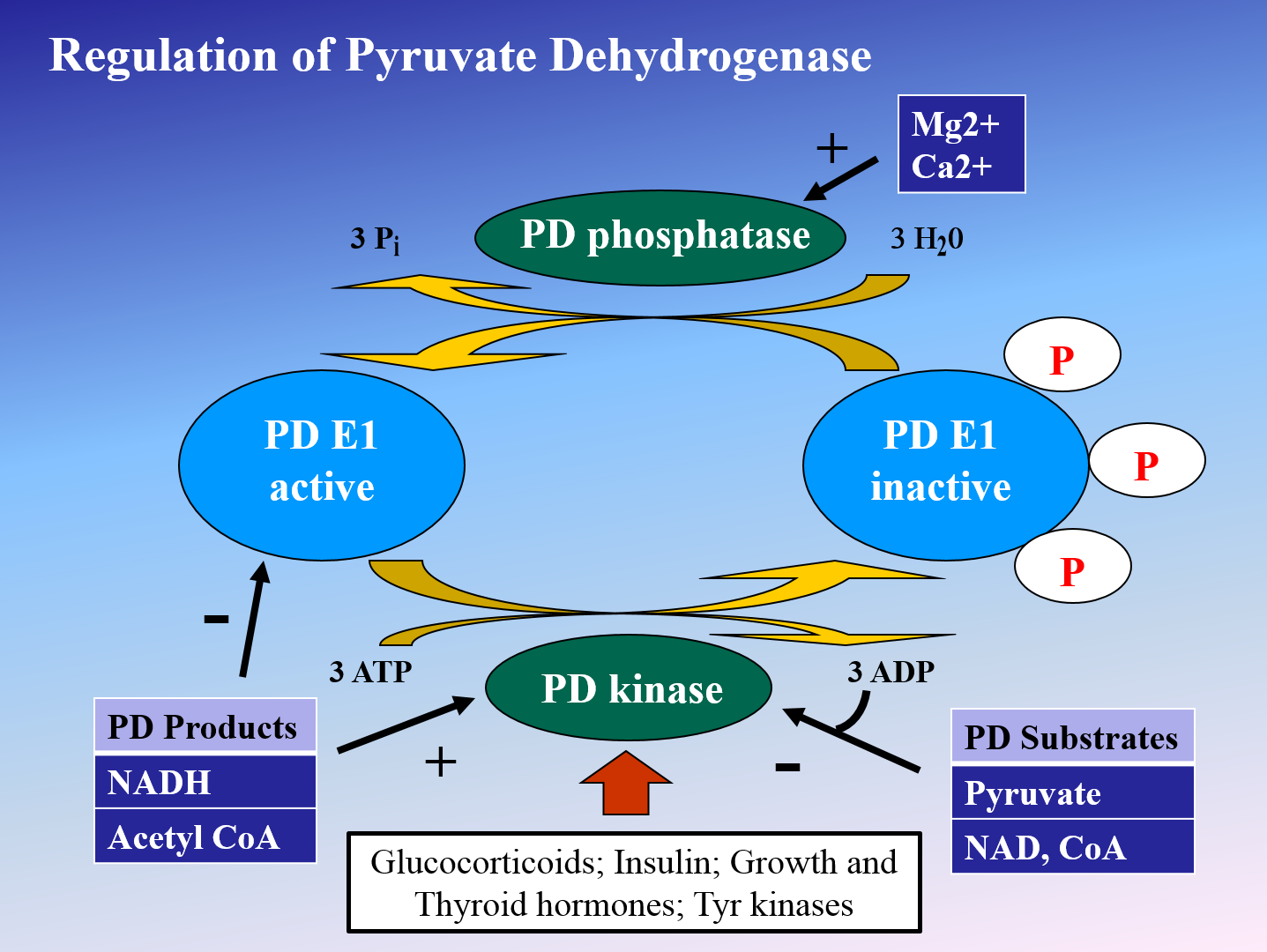
Schéma regulace PDC

Rozklad pyruvátu na acetylkoenzym A je možno označit za „bod, z něhož není návratu“, a proto je pyruvátdehydrogenázová reakce v buňce pečlivě regulována. Nejčastěji dochází k jeho inhibici pomocí série tří fosforylací, které provádí PDH kináza. Tato kináza je neaktivní za přebytku pyruvátu a aktivuje ji vysoké množství ATP, NADH a acetylkoenzymu A. Za defosforylaci (a tedy aktivaci) pyruvátdehydrogenázy jsou naopak zodpovědné PDH fosfatázy, enzymy, které jsou stimulované inzulinem. V některých případech však dosud není přesně znám mechanismus, jakým je signál převeden např. z inzulinového receptoru do matrix mitochondrií.

## Onemocnění
Poškození (resp. vrozený defekt) v jakékoliv složce pyruvátdehydrogenázového komplexu může mít za následek tzv. laktátovou acidózu, což je mnohdy fatální onemocnění, při němž se v těle hromadí kyselina mléčná. Dochází k mentální a pohybové retardaci či dokonce ataxii.